# عقاب کوچک
عقاب کوچک (نام علمی: Hieraaetus morphnoides) نام یک گونه از سرده بازعقاب‌های کوچک است.